# Бектурганов, Нуралы Султанович
Нуралы Султанович Бектурганов (каз. Нұралы Сұлтанұлы Бектұрғанов; род. 7 января 1949, Акмолинск, Казахская ССР) — казахстанский политический деятель. Министр образования и науки Республики Казахстан (2000—2002).
доктор технических наук (1990), профессор (1991), академик НАН РК. Заслуженный деятель Казахстана (2012). Лауреат двух Государственных премий Республики Казахстан в области науки и техники (2005,2015).

## Биография
Родился 7 января 1949 года в городе Акмолинске. Происходит из подрода темеш рода куандык племен черти аргын.

### Образование
- В 1971 году окончил металлургический факультет Казахского политехнического института им. В. И. Ленина (инженер-металлург).
- В 1977 году защитил кандидатскую диссертацию.
- В 1990 году защитил докторскую диссертацию по технологиям цветной металлургии.
- В 1991 году присвоено звание профессора.
- Академик Национальной академии наук Республики Казахстан, Казахстанской национальной академии естественных наук и Международной инженерной академии.

### Карьера
- 1971—1992 год — Трудовую деятельность начал в Химико-металлургическом институте АН КазССР в г. Караганда. Прошел путь от инженера до ученого секретаря, заведующего лаборатории химии и технологии высококремнистых материалов.
- 1992 год назначен заместителем академика-секретаря и выбран членом бюро Центрально-Казахстанского отделения Национальной академии наук Республики Казахстан
- 1992—1997 год — Заместитель Главы областной администрации
- 1997—2000 год — Вице — Министр культуры, информации и общественного согласия Республики Казахстан
- 2000—2002 год — Министр образования и науки Республики Казахстан
- 2002—2004 год — Вице — Министр образования и науки Республики Казахстан
- 2004—2006 год — Генеральный директор РГП «Центр химико-технологических исследований»
- 2006 год по настоящее время член Комиссии по присуждению Государственной премии Республики Казахстан в области науки и техники имени аль-Фараби
- 2006—2008 год — Президент АО «Центр наук о Земле, металлургии и обогащения»
- 2008 год — по настоящее время Первый Вице-Президент Казахстанской национальной академии естественных наук
- 2008— Заместитель Председателя Правления АО "Национальный научно-технологический холдинг «Самгау»
- 2008—2013 год — Председатель Правления АО "Национальный научно-технологический холдинг «Парасат»
- 2013 год — научный консультант АО "Научно-технологический центр «Парасат»
- 2014 год — по настоящее время Председатель Национального научного совета «Рациональное использование природных ресурсов, переработка сырья и продукции»

## Работы
Автор более 650 научных трудов, в том числе 125 авторских свидетельств, патентов и 27 монографий.

## Награды
- Знак «Победитель социалистического соревнования» (1973 г., 1976 г.)
- Почетная грамота ЦК ВЛКСМ и Премия Министерства цветной металлургии СССР
- Юбилейная медаль «10-летие Независимости Республики Казахстан»
- Юбилейная медаль «50 лет Целине»
- Нагрудный знак «За заслуги в развитии науки Республики Казахстан»
- Нагрудный знак «Почетный работник образования Республики Казахстан»
- Юбилейная медаль «10-летие Конституции Республики Казахстан»
- Лауреат Государственной премии Республики Казахстан в области науки, техники и образования
- Юбилейная медаль «10 лет Астане»
- Почётное звание Республики Казахстан «Заслуженный деятель Казахстана»

## Международные признания
- Международная награда «Имя в науке» (Оксфорд)
- Кавалер Золотой Медали Платона «За заслуги в развитии образования» (Международная академия информатизации, Россия)
- Почетный знак «Звезда успеха» (Российская академия естественных наук)
- Почетная медаль «За заслуги в деле возрождения науки и экономики России» (Российская академия естественных наук)